# كوري لوري
كوري لوري (بالإنجليزية: Corey Lowery)‏ هو موسيقي أمريكي، ولد في 23 فبراير 1973.

## وصلات خارجية
- كوري لوري على موقع ميوزك برينز (الإنجليزية)
- كوري لوري على موقع ديسكوغز (الإنجليزية)